# Lagynochthonius hamatus
Lagynochthonius hamatus es una especie de arácnido  del orden Pseudoscorpionida de la familia Chthoniidae.

## Distribución geográfica
Se encuentra en Sumatra  (Indonesia).